# Grotta di San Servolo
La grotta di San Servolo (Sveta jama in sloveno, col significato di grotta santa) si trova in Slovenia in comune di Capodistria, nei pressi dell’abitato di San Servolo / Socerb, a poca distanza dal confine italo-sloveno e dall’abitato di Prebenico, che si trova in comune di San Dorligo della Valle, in provincia di Trieste.
La grotta è facilmente individuabile e raggiungibile in quanto si trova sulla strada che porta al castello di San Servolo, a breve distanza dallo stesso.
San Servolo, che è compatrono di Trieste, si ritirò in eremitaggio nella grotta a pregare ed a digiunare, dissetandosi solamente con l’acqua raccolta dallo stillicidio (il martirio del santo è avvenuto nel 284, per cui a quel tempo il castello non esisteva ancora). 
La cavità è di tipo carsico ed ha una sviluppo modesto, con una grande sala iniziale che un tempo ospitava un altare, ed alcune diramazioni. L'ingresso è chiuso da una cancellata, e la grotta è visitabile solo in alcuni orari.